# Lưu Ý
Bắc Hương hầu Lưu Ý (chữ Hán: 北鄉侯劉懿; ? – 125), hay Hán Thiếu Đế (少帝) là vị Hoàng đế thứ bảy của nhà Đông Hán, và là vị hoàng đế thứ 22 của nhà Hán trong lịch sử Trung Quốc, chỉ ở ngôi năm 125.
Ông là cháu nội của Hán Chương Đế và con của hoàng tử Bắc Hương Huệ hầu Lưu Thọ (劉壽). Không rõ mẹ ông là ai.
Năm 125, sau khi Hán An Đế đột ngột qua đời, Lưu Ý được Diêm thái hậu và ngoại thích Diêm Hiển đưa lên ngôi. Việc triều chính do ngoại thích họ Diêm điều hành.
Tuy nhiên Lưu Ý chỉ làm vua được 7 tháng thì ốm và qua đời.
Cựu thái tử Lưu Bảo của Hán An Đế được lập lên ngôi, tức là Hán Thuận Đế.